# Mitteleuropäisches Tiefland

Mitteleuropäische Tiefebene

Das Mitteleuropäische Tiefland, auch bekannt als Mitteleuropäische Tiefebene oder Nordeuropäische Tiefebene bzw. Nordeuropäisches Tiefland (englisch: Northern European Plain) ist eine geomorphologische Region in Europa, die vollständig oder teilweise das Gebiet der Staaten Belgien, der Niederlande, Deutschland, Dänemark und Polen umfasst. Sie besteht aus den Tiefebenen zwischen dem Mitteleuropäischen Hochland im Süden und den Küstenlinien der Nordsee und der Ostsee im Norden. Diese beiden Meere werden durch die Halbinsel Jütland (Dänemark) voneinander getrennt, welche ebenfalls zur Ebene gehört. Die mitteleuropäische Tiefebene ist mit der Osteuropäischen Tiefebene verbunden, die zusammen den größten Teil der Europäischen Tiefebene bilden.

## Geografie

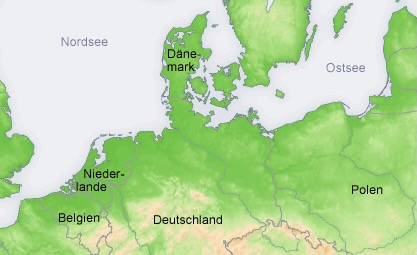
Topografische Karte des mitteleuropäischen Tieflandes

Die Mitteleuropäische Tiefebene bildet eine ausgedehnte, überwiegend flache Landschaftsgroßregion in Europa. Sie erstreckt sich in West-Ost-Richtung von den Tiefländern Nordfrankreichs und Belgiens über die Niederlande, Norddeutschland, Dänemark und nahezu ganz Polen und geht in die Tiefländer von Belarus, den baltischen Staaten und des europäischen Russlands über. Im Norden wird die Tiefebene von den Küsten der Nordsee und Ostsee begrenzt, im Süden geht sie in die Mittelgebirgsschwelle (das herzynische Europa) und weiter östlich in die Karpaten über. Die gesamte Region ist im Allgemeinen flach bis leicht hügelig und mit Ablagerungen aus pleistozänen Gletschern bedeckt. Sie weist nur geringe Höhenunterschiede auf: Der weitaus größte Teil liegt unter 200 m Seehöhe.
Geologisch handelt es sich um eine während des Pleistozäns wiederholt vergletscherte Senke am Rande der osteuropäischen Plattform. Mächtige Gletscher der letzten Kaltzeiten lagerten eine bis zu mehrere hundert Meter dicke Schicht aus Moränenmaterial, Sanden und anderen Lockersedimenten ab. Die Landschaft der Tiefebene ist daher typisch glazial geprägt: Endmoränenzüge markieren die ehemaligen Eisrandlagen in Bögen quer durch Norddeutschland und Polen bis nach Belarus. Zwischen diesen Endmoränen liegen langgestreckte Urstromtäler, in denen einst die Schmelzwasser nach Westen abflossen – beispielsweise das Warschau-Berliner Urstromtal oder das Thorn-Eberswalder Urstromtal. In diesen breiten, meist ebenen Schmelzwasserrinnen und Senken haben sich aufgrund der schlechten Entwässerung vielerorts Feuchtgebiete und Moore gebildet. Teile der Nordseeküste sind zudem durch breite Marschlandgürtel geprägt, die unter Einfluss der Gezeiten aus Sedimentablagerungen entstanden sind. Charakteristisch sind auch weitläufige Lössdecken an den südlichen Rändern der Tiefebene (vor allem in der Übergangszone zu den Mittelgebirgen und Beckenlandschaften). Diese fruchtbaren Lössbörden – etwa in der Magdeburger Börde am Nordrand des Harzes – zählen zu den ertragreichsten Ackerstandorten Mitteleuropas.
Klimatisch gehört die Region zur gemäßigten Zone und bildet einen ausgeprägten Übergangsraum zwischen dem ozeanisch-maritim geprägten Westeuropa und dem kontinentalklimatischen Osteuropa. Die Westseiten der Tiefebene stehen unter dem Einfluss feuchter atlantischer Luftmassen, wodurch milde Winter, mäßig-warme Sommer und ganzjährig ausreichende Niederschläge vorherrschen. Richtung Osten nimmt der maritime Einfluss ab: Die Jahreszeiten weisen dort stärkere Temperaturgegensätze auf, mit heißeren Sommern und teils sehr kalten Wintern; zudem konzentrieren sich die Niederschläge zunehmend auf die warmen Monate. Insgesamt sind westliche Landesteile (z. B. Benelux, Norddeutschland) niederschlagsreicher und grüner, während östliche Teile der Tiefebene ein trockeneres und kontinentales Klima haben, in dem Ackerbau aufwändiger ist.

## Flora und Fauna
Potenziell wäre die Mitteleuropäische Tiefebene fast durchgehend von den Wäldern der gemäßigten Laubwaldzone bedeckt. Tatsächlich war die Ebene bis ins Mittelalter von einem ausgedehnten Mischwald geprägt, in dem Eichen, Ulmen, Eschen, Linden und Ahorne dominierten. Nur Relikte dieses ursprünglichen Bestandes sind heute erhalten, da seit Jahrhunderten großflächige Rodungen für Siedlungen und Felder stattfanden. Heutige Waldgebiete sind meist kleinere Forste oder Aufforstungen; großflächige Urwälder existieren nur noch in Ausnahmefällen an entlegenen Stellen (z. B. Teile des Białowieża-Urwalds an der polnisch-belarussischen Grenze). In den nördlichen Teilen der Tiefebene gehen die Laubwälder allmählich in Nadelwälder über (v. a. Kiefern, Fichten), teils in Form von Mischwäldern. In küstennahen Gebieten finden sich zudem Marschen mit salztoleranter Vegetation sowie auf sandigen Böden Heide- und Kieferngebiete (z. B. Lüneburger Heide). Die südöstlichen Abschnitte der Tiefebene gehen in Richtung Russland und Ukraine in eine Steppenzone über. Hier dominieren ursprüngliche Graslandschaften, die auf nährstoffreichen Schwarzerdeböden wachsen, welche die Ukraine zur Kornkammer Europas machen.
Die Tierwelt der Tiefebene umfasst grundsätzlich die für Mitteleuropa typischen Arten, wurde aber durch die dichte Besiedlung stark zurückgedrängt. Größere Säugetiere wie Elche, Wölfe oder der Wisent (Europäischer Bison) waren einst in den weiten Wäldern und Offenlandschaften verbreitet, wurden jedoch bis Anfang des 20. Jahrhunderts fast ausgerottet. Einige dieser Arten konnten in Reservaten wieder angesiedelt werden (so lebt der Wisent heute wieder in freier Wildbahn im Białowieża-Nationalpark). Gegenwärtig sind in der Kulturlandschaft vor allem Rehe, Wildschweine, Füchse und kleinere Säuger häufig. In den Feuchtgebieten und Küsten finden sich artenreiche Vogelbestände (z. B. Kraniche, Störche, Watvögel) sowie Amphibien. Generell gilt aber: Rund 15 % der in Europa heimischen Tierarten sind mittlerweile vom Aussterben bedroht, vor allem durch Habitatverlust, Umweltverschmutzung und invasive Arten. Die ursprüngliche Flora hat sich unter dem Einfluss des Menschen ebenfalls stark gewandelt. Fast die gesamten Wiesen, Weiden und Äcker der Tiefebene sind anthropogen geprägt; vielerorts haben eingeführte Nutzpflanzen und Neophyten die natürliche Vegetation verdrängt. So sind die ehemals riesigen Wälder der Ebene bis auf kleine Reste der landwirtschaftlichen Nutzung gewichen.
Einige wertvolle Naturräume stehen heute unter Schutz (Nationalparks, Biosphärenreservate), etwa die masurischen Seen- und Waldgebiete in Polen oder die Moor- und Auenlandschaften im Donaudelta (im Übergang zur osteuropäischen Ebene). Insgesamt präsentiert sich die Mitteleuropäische Tiefebene heute überwiegend als Kulturlandschaft mit Feldern, Siedlungen und forstlich bewirtschafteten Waldflächen.

## Subregionen

### Benelux-Tiefland

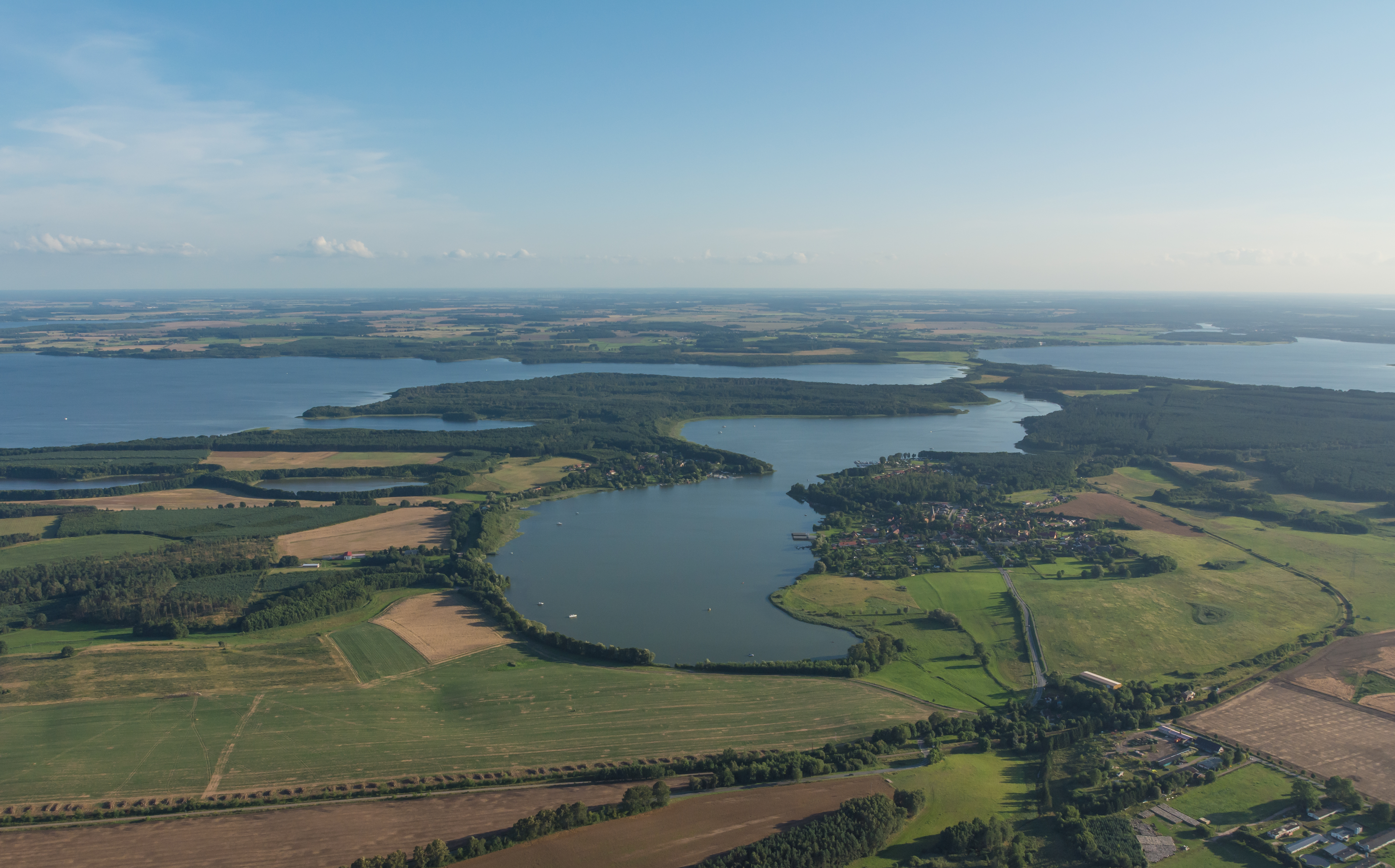
Mecklenburgische Seenplatte

Das Tiefland der Niederlande und Belgien gehört zum westlichen Teil der Mitteleuropäischen Tiefebene und ist vor allem durch seine Küstennähe, Flusslandschaften und weitgehende Landgewinnung geprägt. Große Teile der Niederlande liegen unter dem Meeresspiegel und wurden durch Deichbau und Polderwirtschaft trockengelegt – eine weltweit einzigartige Kulturlandschaft. Die Böden sind sehr fruchtbar, vor allem in den Marschgebieten, was intensive Landwirtschaft (z. B. Gemüse- und Blumenanbau) ermöglicht. Naturnahe Räume bestehen u. a. aus Flussauen (z. B. Rhein-Maas-Delta), Dünenlandschaften und Wattenmeerabschnitten, von denen mehrere unter Schutz stehen. Die Region weist eine hohe Bevölkerungsdichte auf und ist stark urbanisiert; Großräume wie Amsterdam–Rotterdam–Den Haag (Randstad) sowie Nordflandern gehören zu den am stärksten verdichteten Metropolregionen Europas.

### Norddeutsches Tiefland
Das Norddeutsche Tiefland umfasst die Tiefländer in Norddeutschland und geht in die benachbarten Küstenebenen der Niederlande und Belgiens über. Geprägt durch die letzte Eiszeit finden sich hier ausgedehnte Jungmoränen-Landschaften mit unzähligen Seen (z. B. Holsteinische Schweiz, Mecklenburgische Seenplatte) und hügeligen Endmoränen, daneben flache Altmoränen-Gebiete mit wenigen Gewässern. Typisch sind weiter die Küstenmarschen an der Nordsee und das Ostsee-Küstentiefland. Die Marschen entstanden durch Sedimentablagerung unter Gezeiten und sind durch eingedeichte Watt- und Polderflächen gekennzeichnet. In den glazial geformten Teilen Norddeutschlands wechseln sandige Geest-Hochflächen mit fruchtbaren Niederungen; mehrere breite Urstromtäler wie das Elbe- und Odertal durchziehen das Gebiet in West-Ost-Richtung. An den Übergängen zu den Mittelgebirgen liegen fruchtbare Lössbörden (z. B. Magdeburger Börde, Niederrheinische Bucht), die intensiv landwirtschaftlich genutzt werden.

### Jütländische Tiefebene (Dänemark)
Die jütländische Tiefebene umfasst den größten Teil des dänischen Festlands und bildet den nördlichsten Ausläufer der Mitteleuropäischen Tiefebene. Die Landschaft ist überwiegend flach bis leicht hügelig und glazial geprägt, mit zahlreichen Moränen, Sandflächen (Heidegebiete) und flachen Seen. Im Westen dominieren Geestlandschaften und ausgedehnte Küstenmarschen an der Nordsee, während der Osten fruchtbarere Böden und eine stärker gegliederte Küste aufweist. Charakteristisch sind kleinere Laub- und Nadelwälder, weitläufige Agrarflächen sowie Feuchtgebiete, die teils unter Naturschutz stehen (z. B. Nationalpark Vadehavet). Die Siedlungsstruktur ist auf dem dänischen Festland eher ländlich bzw. kleinstädtisch geprägt. Größere Städte wie Aarhus und Esbjerg konzentrieren sich auf Küstenstandorte mit guter Verkehrsanbindung. Die dicht besiedelte dänische Hauptstadtregion Hovedstaden liegt auf der Insel Seeland, direkt vor dem skandinavischen Festland und bildet den nordwestlichen Rand der mitteleuropäischen Tiefebene.

### Polnisches Tiefland
Das Polnische Tiefland bezeichnet die weiten Zentrallandschaften Polens sowie das nördlich angrenzende Tiefland von Pommern bis Masuren. Diese Region bildet das Herzstück der Mitteleuropäischen Tiefebene und ist geomorphologisch ebenfalls durch die Inlandeis-Vergletscherungen geformt. Im Norden Polens erstrecken sich ausgedehnte Seenplatten (Pommerische, Kaschubische und Masurische Seen) mit Tausenden von kleinen und großen Seen inmitten von Wäldern. Das Flachland weiter südlich wird von den großen Flusstälern der Weichsel, Oder und Warta durchzogen und geht nach Süden allmählich in Lösshügel- und Hügelland über. In den ostpolnischen und belarussischen Tiefebenen finden sich noch großflächige Sümpfe und Auen (z. B. die Pripjetsümpfe an der ukrainisch-belarussischen Grenze). Einige der letzten Urwälder Mitteleuropas sind hier erhalten geblieben – etwa der Białowieża-Urwald, ein UNESCO-Weltnaturerbe, der als größtes intaktes Waldgebiet der europäischen Tiefebene gilt und Heimat des Wisents ist. Klimatisch herrscht in Polen ein Übergangsklima: Der Westen ist noch maritim beeinflusst mit mäßigen Wintern und ausreichendem Regen, während im Osten schon ein kontinentales Klima mit kalten Wintern und heißen Sommern vorherrscht.

## Geopolitische und wirtschaftliche Bedeutung

Die Blaue Banane und die Grüne Banane überschneidet sich teilweise mit der mitteleuropäischen Tiefebene

Die flache, hindernisarme Tiefebene hat die Siedlungs- und Wirtschaftsgeschichte Europas maßgeblich beeinflusst. Schon in prähistorischer Zeit nutzten Menschen die fruchtbaren Böden und leichten Verkehrswege der Ebene. In der Jungsteinzeit (Neolithikum) konzentrierte sich die erste bäuerliche Besiedlung vor allem auf die leicht bearbeitbaren, lössbedeckten Bereiche am Südrand der Tiefebene – dort konnten mit einfachen Holzwerkzeugen Ackerbau betrieben werden. Die schwereren tonigen Böden der Waldgebiete in der Ebene wurden dagegen erst viel später intensiver kultiviert: Erst die Erfindung des eisernen Pfluges mit Streichbrett im Frühmittelalter (ca. 7.–8. Jahrhundert n. Chr.) ermöglichte es, die dichten Urwälder großflächig zu roden und die tiefgründigen Böden der Norddeutschen und Polnischen Tiefebene zu erschließen. In der Folge entstanden im Mittelalter zahlreiche Dörfer und Ackerflächen auf ehemals bewaldetem Land.
Durch agrartechnische Innovationen wie die Dreifelderwirtschaft und den vermehrten Pferdeeinsatz stiegen die Erträge – die Tiefebene entwickelte sich zu einer Basisregion für die mittelalterliche Landwirtschaft und ermöglichte das Wachstum von Städten. Viele dieser Städte (etwa Berlin) liegen in den Niederungen großer Ströme und profitierten von der Anbindung an schiffbare Flüsse. Das dichte Netz an Flüssen (z. B. Rhein, Elbe, Oder, Weichsel) durchzieht die Ebene und bot seit jeher Transportwege für Handel und Verkehr. Im 19. Jahrhundert wurden zudem künstliche Kanäle (wie der Mittellandkanal in Deutschland) gebaut, die diese Flusssysteme west-ostwärts verbinden und den Warenaustausch weiter erleichtern. Die offene Landschaft begünstigte auch den Bau geradliniger Straßen und Eisenbahntrassen, was bereits im 19. Jahrhundert zur Entstehung bedeutender Bahn- und Handelskorridore (z. B. Paris–Berlin–Warschau) führte. Heute liegen wichtige ökonomische und politische Zentren wie Flandern, Randstad, die Rhein-Ruhr-Region, Hamburg, Berlin, Kopenhagen und Warschau innerhalb der Region.
Historisch gesehen war die Ebene allerdings nicht nur ein Verkehrs-, sondern auch ein Konfliktraum. Ohne natürliche Hindernisse bot sie Invasionsheeren und Armeen einen vergleichsweise leichten Durchmarsch. Zahlreiche militärische Konflikte fanden hier statt oder führten über die Tiefebene: Beispiele sind die Züge der Mongolen nach Mitteleuropa im 13. Jahrhundert, der Einfall Napoleons 1812, der über die norddeutsche und polnische Ebene tief nach Russland vordrang, oder der Überfall Hitlerdeutschlands auf die Sowjetunion 1941, der ebenfalls großteils über das flache Land erfolgte. Umgekehrt nutzte 1944/45 die Rote Armee die Tiefebene für ihre Offensive Richtung Westen. Geostrategisch gilt insbesondere der Abschnitt zwischen Ostsee und Karpaten – also das nördliche Mitteleuropa – als empfindliche Achillesferse sowohl für Westeuropa als auch für Russland.